# Fejervarya raja
Fejervarya raja é uma espécie de anura da família Ranidae.
Pode ser encontrada nos seguintes países: Malásia e Tailândia.
Os seus habitats naturais são: lagoas costeiras de água salgada, áreas urbanas e canais e fossos.